# 24626 Astrowizard
24626 Astrowizard este un asteroid din centura principală de asteroizi.

## Descriere
24626 Astrowizard este un asteroid din centura principală de asteroizi. A fost descoperit pe 9 octombrie 1980 la Observatorul Palomar de Carolyn S. Shoemaker și Eugene M. Shoemaker. Asteroidul prezintă o orbită caracterizată de o semiaxă mare de 2,77 ua, o excentricitate de 0,28 și o înclinație de 8,2° în raport cu ecliptica.